# Distrito Regional de Mount Waddington
O Distrito Regional de Mount Waddington (enumerado como 17) é um dos 29 distritos regionais da Colúmbia Britânica, no oeste do Canadá. De acordo com censo de 2016, a região possui uma área total de terra de 20.288,4 quilômetros quadrados e uma população de 11.035 habitantes, a maioria das quais vivem em cidades na ilha de Vancouver e ilhas adjacentes. O centro administrativo fica na cidade de Port McNeill.